# Leporellus
Leporellus es un género de peces de agua dulce de la familia Anostomidae y del orden de los Characiformes. Habitan en el norte y centro de Sudamérica, llegando por el sur hasta el centro-este de la Argentina. Una especie es del río São Francisco, otra es de la cuenca del Plata, otra es del río Cauca, en Colombia, y otra es de la cuenca amazónica. En las especies mayores la longitud total ronda los 30 cm.

## Taxonomía
Este género fue descrito originalmente en el año 1875 por el ictiólogo danés Christian Frederik Lütken.

## Especies
Actualmente hay cuatro especies reconocidas en este género:
- Leporellus cartledgei (Fowler, 1941)
- Leporellus pictus (Kner, 1858)
- Leporellus retropinnis (C. H. Eigenmann, 1922)
- Leporellus vittatus (Valenciennes, 1850)